# 盖齐·伊什特万
盖齐·伊什特万（匈牙利語：Géczi István，匈牙利語發音：[ˈɡeːt͡si ˈiʃtvaːn]，1944年3月16日—2018年9月10日），匈牙利足球运动员，司职守门员 ，职业生涯效力于費倫斯華路士體育會。
他代表匈牙利参加1972年夏季奥运会男子足球比赛，并获得银牌。他还代表匈牙利参加了1966年FIFA世界杯和1972年欧洲足球锦标赛。   